# Кузьминський Григорій Сидорович
КУЗЬМИНСЬКИЙ Григорій Сидорович. — Син священика містечка Мена. Шляхтич. Випускник Києво-Могилянської академії. Значковий товариш Чернігівського полку Менської сотні (1728–1730). Військовий товариш (1730–1732). Гетьманським універсалом 7 липня 1732 р. призначений бунчуковим товаришем у Чернігівський полк (1732–1742). Працював у Кодифікаційній комісії перекладачем юридичних актів (1728–1736). 14 грудня 1742 р. іменним указом Єлизавети Петрівни призначений сотником Менської сотні (1742–1753). У 1744 р. написав оду цариці «Петр Великий в Елизавете воскресший» (опублікована в збірці у 1806 р.). Помер на уряді влітку 1753 р. (27 липня 1753 р. на його місце призначили Павла Сахновського). Був одружений (1743) з донькою генерального судді Федора Івановича Лисенка Гафією. Мав синів Петра, Івана та Григорія. Сват Петра Полторацького та Івана Климовича.